# Корниченко, Александр Петрович
Александр Петрович Корниченко (20 апреля 1954 — 5 августа 2021) — советский хоккеист, нападающий. Мастер спорта СССР. Тренер.

## Биография
Воспитанник новокузнецкого «Металлурга». Начинал играть в первенстве СССР в сезонах 1971/72 — 1972/73 первой лиги в «Металлурге». Сезон 1973/74 провёл в команде чемпионата СССР «Трактор», став первым игроком, приглашённым в Челябинск из другого города. Четыре сезона отыграл в «Металлурге», С 1978 года проходил армейскую службу в СКА (Новосибирск). По ходу сезона 1979/80 вернулся в «Металлург», но в конце сезона был вынужден перейти в ижевскую «Ижсталь»; не смог помочь команде остаться в высшей лиге. В следующем сезоне набрал в 70 играх 71 (45+26) очко и вернулся с клубом в высшую лигу. Завершал карьеру в «Металлурге», проведя два сезона во второй (1982/83 — 1983/84) и два — в первой (1984/85 — 1985/86) лигах.
Победитель юниорского чемпионата Европы 1973 года. Победитель неофициального чемпионата мира среди молодёжи 1975 года.
Окончил ВШТ. Тренер в «Металлурге» (1989—1992), «Металлурге-2» (1999—2001), «Шахтёре» Прокопьевск (2002—2003). Тренировал юношескую команду «Абашевец» (Новокузнецк).
Скончался 5 августа 2021 в возрасте 67 лет.